# Fackförbundet Scen & Film
Fackförbundet Scen & Film, tidigare Teaterförbundet, är en fack- och yrkesorganisation för professionellt yrkesverksamma upphovsmän, artister, tekniker, administratörer och studenter inom scen och film.
Organisationen bildades 1894 och hette ursprungligen Svenska Teaterförbundet. Då förbundet efterhand utvidgats till att alltmer även innefatta film- och mediabranscherna beslöts att 15 mars 2021 byta namn till det nuvarande. Nuvarande ordförande är Simon Norrthon. Fackförbundet består av olika avdelningar för olika branschgrupper, har ca 8 800 medlemmar och är anslutet till TCO, PTK, OFR och KLYS.
Upphovsrätt Scen & Film, tidigare TROMB, bildades 1995 och arbetar med inkassering och utbetalning av upphovsrättsliga ersättningar.

## Förbundets ordförande från 1950
- 1949–1956: Rune Carlsten
- 1957–1960: Gunnar Sjöberg
- 1961–1962: George Fant
- 1963–1966: Erland Josephson
- 1966–1973: Jan-Olof Strandberg
- 1973–1979: Lars Edström
- 1979–2006: Tomas Bolme
- 2006–2018: Anna Carlson
- 2019–: Simon Norrthon

## Scen & Films guldmedalj från 1944
Scen & Film (tidigare Teaterförbundet) delar varje år ut en guldmedalj som hedersutmärkelse till medlemmar ”för utomordentlig konstnärlig gärning”.
- 1944 – Inga Tidblad
- 1945 – Lars Hansson
- 1946 – Joel Berglund
- 1947 – Tora Teje
- 1948 – Olof Molander
- 1949 – Anders Henriksson
- 1950 – Victor Sjöström
- 1951 – Brita Hertzberg
- 1952 – Karl Gerhard
- 1953 – Gunn Wållgren
- 1954 – Set Svanholm och Tore Lindwall
- 1955 – Leon Björker
- 1956 – Bengt Ekerot
- 1957 – Edvin Adolphson
- 1958 – Sif Ruud
- 1959 – Jussi Björling
- 1960 – Naima Wifstrand
- 1961 – Ingmar Bergman
- 1962 – Olof Sandborg
- 1963 – Birgit Cullberg
- 1964 – Alf Sjöberg
- 1965 – Birgit Nilsson
- 1966 – Berta Hall
- 1967 – Georg Rydeberg
- 1968 – Björn Holmgren
- 1969 – Knut Ström
- 1970 – Nicolai Gedda
- 1971 – Per-Axel Branner
- 1972 – Povel Ramel
- 1973 – George Fant
- 1974 – Carl-Gustaf Lindstedt
- 1975 – Allan Edwall
- 1976 – Holger Löwenadler
- 1977 – Mariane Orlando
- 1978 – Sven Erik Skawonius
- 1979 – Margareta Hallin
- 1980 – Stig Bergendorff och Gösta Bernhard
- 1981 – Gunnar Björnstrand
- 1982 – Elisabeth Söderström
- 1983 –
- 1984 – Herbert Grevenius
- 1985 – Percy Brandt
- 1986 – Max von Sydow
- 1987 – Birgit Åkesson
- 1988 – Keve Hjelm
- 1989 – Nils Poppe
- 1990 – Gunilla Palmstierna-Weiss
- 1991 – Ivo Cramér
- 1992 –
- 1993 – Ingvar Wixell
- 1994 – Sven Nykvist
- 1995 –
- 1996 – Birgitta Valberg
- 1997 – Erland Josephson
- 1998 – Margaretha Krook
- 1999 – Jan-Olof Strandberg
- 2000 –
- 2001 – Mats Ek
- 2002 – Jan Malmsjö
- 2003 –
- 2004 – Anita Björk
- 2005 – Sören Brunes
- 2006 – Ingvar Hirdwall
- 2007 – Kerstin Meyer
- 2008 – Anna Asp
- 2009 – Harriet Andersson
- 2010 – Cecilia Roos
- 2011 – Ingvar Kjellson
- 2012 – Gösta Ekman
- 2013 – Inga Landgré
- 2014 – Anneli Alhanko och Per Arthur Segerström
- 2015 – Suzanne Osten
- 2016 – Yvonne Lombard och Meta Velander
- 2017 – Stefan Jarl
- 2018 – Gunnel Lindblom
- 2019 – Ing-Mari Tirén
- 2020 - Niklas Ek[4]
- 2021 – Birgitta Andersson
- 2022 – Manne af Klintberg och Berit Lindholm
- 2023  – Tomas von Brömssen
- 2024  – Jens Fischer och Lesley Leslie-Spinks